# Konica Minolta Dynax 5D
Konica Minolta Dynax 5D — зеркальная цифровая камера, разработанная компанией Konica Minolta. На европейском рынке продавалась как Dynax 5D, на североамериканском — как Maxxum 5D, на азиатском — как Alpha Sweet Digital
После передачи фотобизнеса фирме Sony, на основе этой модели была представлена новая модель Sony Alpha A100.